# Константінос Цолакіс
Константінос Цолакіс (грец. Κωνσταντίνος Τζολάκης, нар. 8 листопада 2002, Ханья, Греція) — грецький футболіст, воротар клубу «Олімпіакос».

## Ігрова кар'єра

### Клубна
Константінос Цолакіс народився у місті Ханья, що розташоване на острові Кріт. Грати у футбол починав у місцевому клубі «Платаніас». У 2018 році воротар перебрався до складу одного з лідерів грецького футболу - «Олімпіакоса».
Першу гру в основ Цолакіс провів у 2019 році у матчі на Кубок Греції. В національному чемпіонаті воротар дебютував 8 липня 2020 року. У жовтні 2020 року Цолакіс продовжив дію контракту з клубом до  літа 2024 року.
За час виступу у складі «Олімпіакоса» Цолакіс ставав чемпіоном Греції, вигравав національний кубок та в сезоні 2023/24 став переможцем Ліги конференцій, відігравши фінальний матч проти італійської «Фіорнетини».

### Збірна
Константінос Цолакіс виступав за юнацькі збірні Греції. У жовтні 2020 року дебютував у складі молодіжної збірної Греції.

## Титули
Олімпіакос
 Чемпіон Греції (4): 2019/20, 2020/21, 2021/22, 2024/25
 Переможець Кубка Греції: 2019/20
 Переможець Ліги конференцій УЄФА: 2023/24
Індивідуальні
- Гравець місяця чемпіонату Греції: травень 2023